# Паљув
Паљув је насељено место у саставу општине Новиград, у Задарској жупанији, Република Хрватска.

## Историја
До територијалне реорганизације у Хрватској налазио се у саставу старе општине Задар. Паљув се од распада Југославије до јануара 1993. године налазио у Републици Српској Крајини.

## Становништво
На попису становништва 2011. године, Паљув је имао 371 становника.

## Попис 1991.
На попису становништва 1991. године, насељено место Паљув је имало 481 становника, следећег националног састава:
| Попис 1991.‍  | Попис 1991.‍  | Попис 1991.‍ | Попис 1991.‍ | Попис 1991.‍ |
| ------------ | ------------ | ----------- | ----------- | ----------- |
|              |              |             |             |             |
| Хрвати       | Хрвати       |             | 477         | 99,16%      |
| Срби         | Срби         |             | 1           | 0,20%       |
| Украјинци    | Украјинци    |             | 1           | 0,20%       |
| неопредељени | неопредељени |             | 1           | 0,20%       |
| непознато    | непознато    |             | 1           | 0,20%       |
| укупно: 481  |              |             |             |             |